# Bartolomeo Bonascia
Bartolomeo Bonascia, noto con il cognome Bonasia o De Bonasciis (Modena, 1450 – Modena, 7 settembre 1527), è stato un pittore e architetto italiano, del Rinascimento.

## Biografia

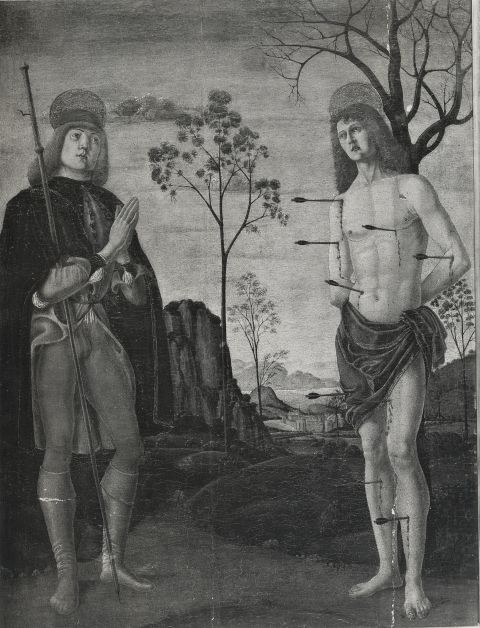
San Rocco e san Sebastiano

Svolse per tutta la vita l'attività di "Ingegnere o Architetto del Pubblico", ricevendo un compenso fisso, con il compito di curare e progettare le costruzioni nella città di Modena, assieme alla professione di pittore.
Si conservano poche notizie e rare documentazioni sulla vita di quello che viene considerato, assieme ad Agnolo e a Bartolomeo degli Erri, il più importante esponente della pittura modenese del Quattrocento.
Tra le tracce della sua attività vi è una possibile collaborazione per la Compagnia di San Giovanni della Morte nel 1468, oltre alla mirabile tela del Cristo morto sorretto dalla Vergine e da San Giovanni originariamente conservata nel convento di San Vincenzo firmata "Bartholomeus De Bonasciis" e datata 1485. L'opera, caratterizzata dai colori chiari e da effetti luminosi, è ora conservata presso la Galleria Estense di Modena.
La maestosità espressiva dei personaggi, la purezze delle forme e dei volumi, la plasticità si accostano alla lezione lirica prospettica che Piero della Francesca aveva effettuato in Emilia; inoltre non così trascurabili appaiono le influenze della scuola ferrarese e veneta per la mirabilità paesaggistica.
Gli storici dell'arte hanno attribuito a Bonascia anche l'affresco raffigurante il Presepio presente nella cappella del duomo di Modena, di ispirazione pierfranceschiana.
Tra le altre opere di pittura attribuite al Bonascia vi sono il grande affresco della parete destra della basilica di Nonantola, raffigurante i Santi Martino, Gregorio, Giovanni, Giacomo Maggiore, Silvestro, Antonio e Giorgio, oltre che una Annunciazione e il Crocefisso tra Maria e Giovanni; la Madonna in trono tra quattro santi, conservato nella Pinacoteca Nazionale di Bologna; il Giudizio universale sul primo altare di San Bernardino del duomo di Modena; la Sacra conversazione con i santi Sebastiano e Cristoforo, provenienti dalla chiesa degli agostiniani, oggi nella Pinacoteca di Ferrara.